# 프로젝트 S: 악마의 재능기부
《프로젝트 S: 악마의 재능기부》는 대한민국에서 방영했던 텔레비전 프로그램이다.

## 출연자
- 신정환
- 탁재훈